# Erlangen
Erlangen és una ciutat de la Francònia Mitjana (estat de Baviera, Alemanya) situada a la confluència dels rius Regnitz i l'Untere Schwabach, son major tributari.
Amb més de 100.000 habitants és una de les ciutats principals de l'àrea metropolitana de Nuremberg, ciutat amb la qual comparteix la Universitat d'Erlangen-Nuremberg. Erlangen és també seu de diverses branques de l'empresa d'enginyeria Siemens AG així com un dels instituts del Fraunhofer-Gesellschaft (organisme de recerca alemany).
La immigració massiva d'hugonots després de la revocació de l'edicte de Nantes (1685) en fou un dels fets històrics més marcants.

## Història
Erlangen apareix esmentada per primera vegada el 1002 sota el nom de "villa erlangon". El 1361, passà a sobirania de l'emperador Carles IV. Tres anys després es bastí una ciutat al costat del poble inicial, que el 1374 començà a encunyar la seva pròpia moneda. El 1398 se'n confirmaren els drets municipals. El 1402 passà a formar part dels dominis de la casa de Hohenzollern com a part del principat de Brandenburg-Kulmbach (Brandenburg-Bayreuth a partir del 1603), sobirania sota la qual restà fins al 1806. El 1686, tot formant part de Brandenburg-Bayreuth hi arribaren els primers refugiats hugonots de França, que construïren una nova ciutat (Neustadt) amb el suport de Cristià Ernes de Brandenburg-Bayreuth. El 1706 la ciutat antiga fou destruïda pràcticament tota per un incendi, però fou reconstruïda i finalment ajuntada la ciutat nova el 1812.
Després de 4 anys d'ocupació napoleònica (1806-1810) passà a formar part del Regne de Baviera, juntament amb la resta de l'antic Brandenburg-Bayreuth.
El 1972, el seu districte administratiu fou unit amb el de Höchstadt, passant-ne a ser capital, i superant els 100.000 habitants.

## Universitat

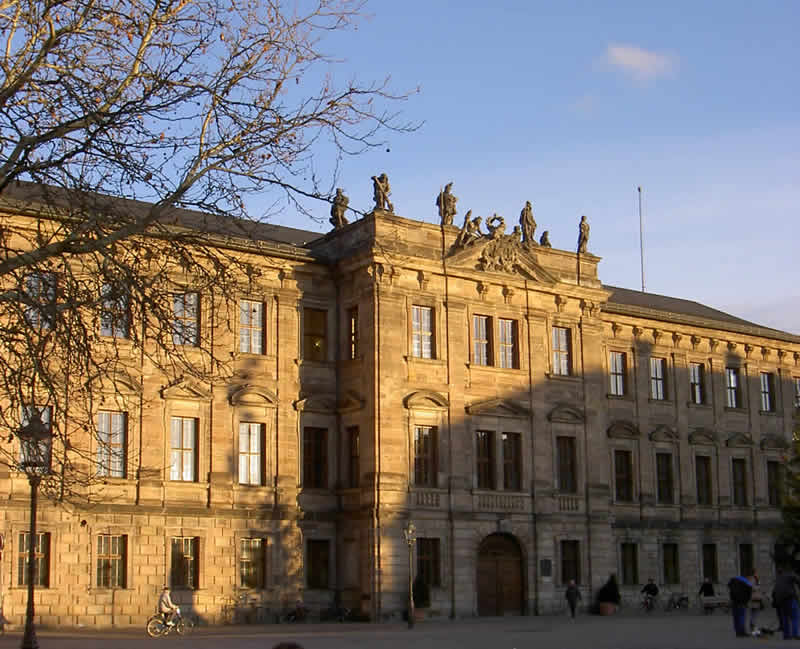
El castell d'Erlangen acull actualment part de l'administració de la universitat

La Universitat d'Erlangen-Nuremberg (Friedrich-Alexander-Universität) fou fundada el 1742 per Frederic de Brandenburg-Bayreuth a la ciutat de Bayreuth, però arran de la rebel·lia dels estudiants locals fou traslladada a Erlangen l'any següent. Posteriorment adquirí el nom d'universitat Friedrich-Alexander, i esdevingué una universitat estatal prussiana. Actualment compta amb 11 facultats, dues de les quals (economia i educació) estan situades a Nuremberg. Del total de 24.000 estudiants que té, uns 20.000 estudien a Erlangen.

## Districtes
- Am Anger
- Alterlangen
- Bruck
- Büchenbach
- Burgberg
- Dechsendorf
- Eltersdorf
- Frauenaurach
- Häusling
- Hüttendorf
- Innenstadt
- Kosbach
- Kriegenbrunn
- Neusses
- Röthelheim
- Schallershof
- Siedlung Sonnenblick
- Sieglitzhof/Buckenhofer Siedlung
- Steudach
- Tennenlohe

## Esport
El principal club esportiu de la ciutat és l'HC Erlangen que juga a la màxima divisió d'handbol, la Bundesliga. No obstant això, juguen els partits com a equip local al Nuremberg Arena des del 2014 perquè 
no tenen un lloc adequat a Erlangen.
La ciutat també compta amb diversos equips de futbol que juguen a la lliga bavaresa; l'FSV Erlangen-Bruck, el BSC Erlangen i l'SC Eltersdorf.
L'antiga caserna de l'exèrcit tenia un camp de beisbol per a l'ús dels soldats i les seves famílies, el qual es va mantenir al seu lloc després que la guarnició marxés i actualment és utilitzat per l'equip de beisbol Erlangen White Sox. Els Erlangen Sharks, equip local de futbol americà, juguen en un camp de gespa adjacent a aquestes instal·lacions.

## Persones il·lustres
- Karl Siegmund von Seckendorff (1744-1785), compositor musical i militar.
- Johann Rautenstrauch (1746-1801), home de lletres germano-austríac i satíric del corrent de pensament Aufklärung.
- August Friedrich Schweigger (1783-1821), metge i naturalista.
- Georg Ohm (1789-1854), físic i germà gran de Martin Ohm. L'ohm, unitat de mesura de la resistència elèctrica, rep aquest nom en honor seu.
- Julie von Egloffstein (1792-1869), pintora.
- Martin Ohm (1792–1872), matemàtic i germà petit de Georg Ohm.
- Carl Friedrich Philipp von Martius (1794-1868), botànic, etnògraf i explorador.
- Julius Friedrich Heinrich Abegg (1796-1868), criminalista.
- Friedrich Delitzsch (1850-1922), assiriòleg.
- Emmy Noether (1882-1935), matemàtica especialitzada en àlgebra abstracta i física teòrica.
- Fritz Noether (1884-1941), matemàtic i germà petit d'Emmy Noether.
- Hermann Lommel (1885-1968), indianista i iranòleg.
- Wilhelm Fraenger (1890-1964), historiador de l'art.
- Max Grimmeiss (1893-1972), general d'infanteria durant la Segona Guerra Mundial.
- Eduard Hauser (1895–1961), tinent general durant la Segona Guerra Mundial.
- Helmut Zahn (1916-2004), químic.
- Karl Meiler (1949-2014), tennista professional.
- Gerhard Frey (1944-), matemàtic.
- Lothar Matthäus (1961–), futbolista i campió del món de la FIFA 1990.
- Charlie Bauerfeind (1963-), enginyer de so i productor musical.
- Doris Matthäus (1963-), autora i il·lustradora de jocs de taula.
- Juergen Teller (1964-), fotògraf.
- Stefan Schwarzmann (1965-), bateria de heavy metal.
- Peter Wackel (1977-), cantant de música schlager.
- Björn Schlicke (1981-), futbolista.
- Flula Borg (1982-), DJ, actor i youtuber.
- Alexander Stephan (1986-), futbolista.

## Ciutats agermanades i convenis de col·laboració
Manté una relació d'agermanament amb les següents ciutats:
- Beşiktaş (Turquia), 2003.
- Bozen (Itàlia), 2018.
- Eskilstuna (Suècia), 1961.
- Jena (Alemanya), 1987.
- Rennes (França), 1964.
- Riverside (Estats Units d'Amèrica), 2013.
- San Carlos) (Nicaragua), 1990.
- Shenzhen (Xina), 1997.
- Stoke-on-Trent (Regne Unit), 1989.
- Vladímir (Rússia), 1983.

D'altra banda, manté una relació d'amistat amb les següents ciutats:
- Cumiana (Itàlia), 2001.
- Umhausen (Àustria), 2006.

I de col·laboració de projectes i patrocini amb:
- Bkeftine (Líban)
- Chomutov i Most (Txèquia), 1949/1951.